# Риболов на тежко
Риболов на тежко – или както е известен още „на дъно“ е разновидност на любителския спортен риболов при който рибата се търси в долните слоеве на водата, около дъното на водоема.
При този начин риболов се използва риболовна линия, която включва: основното влакно, риболовна тежест, повод, кука, звънче (шпионка) /сигнализатор/.
„На дъно“ се ловят основно по едри екземпляри на шаран, бяла риба, щука, сом, кефал, каракуда, и др. Използва се най-вече естествена стръв.